# Apamea illyrica
Apamea illyrica är en fjärilsart som beskrevs av Carl Reutti 1898. Apamea illyrica ingår i släktet Apamea och familjen nattflyn. Inga underarter finns listade i Catalogue of Life.